# Воскресенка (Воскресенское сельское поселение)
Воскресе́нка  — село в Калачинском районе Омской области. Административный центр Воскресенского сельского поселения.

## История
Основано в 1852 году. В 1928 г. состояло из 237 хозяйств, основное население — русские. Центр Воскресенского сельсовета Калачинский район Омского округа Сибирского края.
В 1864-67 году был построен Храм Покрова Пресвятой Богородицы. Его прозвали десятинным, так как для его строительства каждый житель отдавал 1/10 своего дохода. В настоящее время данный храм является памятником архитектуры.

## Население
| 2002 | 2010  |
| ---- | ----- |
| 2039 | ↗2047 |